# Valentin Vacherot
Valentin Vacherot (Roquebrune-Cap-Martin, 16 de noviembre de 1998) es un tenista profesional francés nacionalizado monegasco.

## Carrera profesional
Su mejor ranking en individuales fue la posición N°147 el 26 de febrero de 2024. En dobles fue el N°476, logrado el 20 de febrero de 2023.

## Títulos ATP Challenger (4; 4+0)

### Individuales (4)
| N.° | Fecha                 | Torneo        | Superficie | Oponente en la final | Resultado           |
| --- | --------------------- | ------------- | ---------- | -------------------- | ------------------- |
| 1.  | 28 de agosto de 2022  | Nonthaburi    | Dura       | Ly Hoàng Nam         | 6-3, 7-6(4)         |
| 2.  | 7 de enero de 2024    | Nonthaburi    | Dura       | Lucas Pouille        | 3-2 ret.            |
| 3.  | 13 de enero de 2024   | Nonthaburi II | Dura       | Manuel Guinard       | 7-5, 7-6(4)         |
| 4.  | 25 de febrero de 2024 | Pune          | Dura       | Adam Walton          | 3-6, 7-6(5), 7-6(5) |